# Американсько-польські відносини
Американсько-польські відносини — міжнародні відносини між Республікою Польща та США, офіційно встановлені у 1919.

## Друга Річ Посполита
Сполучені Штати встановили дипломатичні відносини з новоствореною Польською республікою у квітні 1919 р., але стосунки між двома країнами були віддаленими і сухими, хоча в принципі позитивними (через американську політику невтручання, а також тому що партнерство з Польщею не розглядалося як значуще для інтересів США).
Обидві країни стали союзниками в Другій Світовій війні, але потреба у серйозній взаємодії між Сполученими Штатами і польським урядом у вигнанні була відносно невеликою.

## Посткомуністичний період (з 1989 до наших днів)

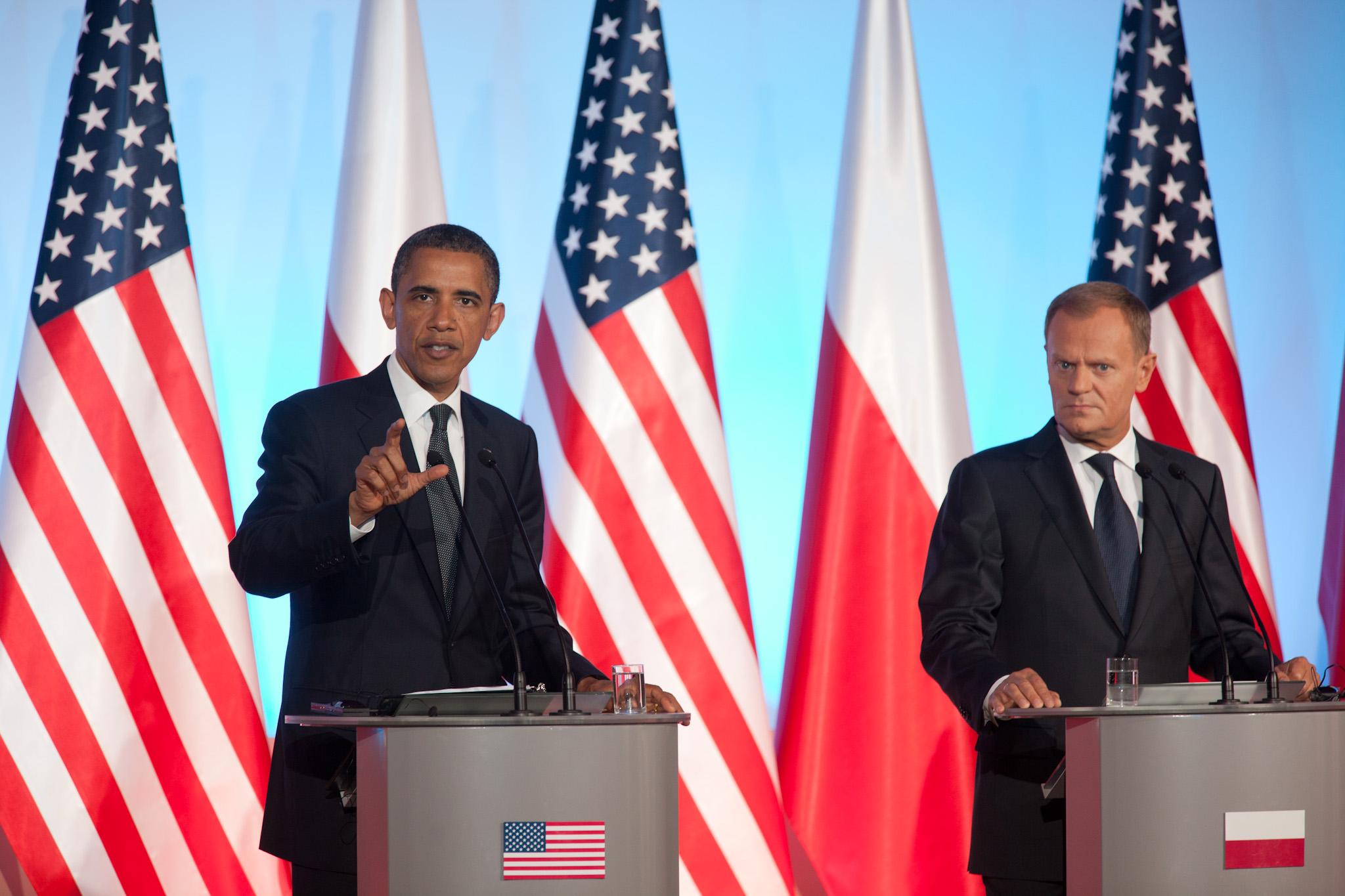
Зустріч Обами-Туска. 28 травня 2011

Важливим завданням нової зовнішньої політики Польщі було налагодження стосунків зі Сполученими Штатами Америки, які, зважаючи на поразку в «холодній війні» Радянського Союзу зокрема і соціалістичного табору в цілому, стали найвпливовішою державою у світі як в економічному, так і у військово-політичному плані. У листопаді 1989 р. Л. Валенса відвідав США, де був нагороджений медаллю Свободи: «Лех Валенса, від імені народу Сполучених Штатів я з гордістю можу сказати вам сьогодні: «Займіть своє місце у цьому домі свободи… Через декілька днів ви станете другим приватним громадянином-іноземцем за всю нашу історію, який виступатиме на об’єднаному засіданні обох палат конгресу, — після маркіза Лафайета, котрий виступав там у 1834 р. …А тепер з почуттям величезної гордості я вручаю вам медаль, якою до вас були нагороджені такі люди, як Мартін Лютер Кінг, Джон Кеннеді, Анвар Садат і мати Тереза. Це наша вища цивільна нагорода. Дозвольте мені прочитати надпис: «Леху Валенсі, Гданськ, Польща — президентська медаль Свободи», — таку промову виголосив тодішній Президент США Джордж Буш з приводу нагородження Валенси. Тоді Л. Валенса виступив на спільному засіданні двох палат американського парламенту, його виступ ознаменував початок нового етапу у стосунках між двома країнами: «Польський народ пов’язує ім’я Сполучених Штатів зі свободою і демократією, щедрістю і великодушністю, з людською дружбою і дружньою людяністю.»
Починаючи з 1989, Польща є одним з основних і найбільш стабільних європейських союзників Сполучених Штатів Америки. Це яскраво засвідчує вислів Збігнєва Бжезинського: «Я виходжу з думки про те, що в цій частині світу Польща дійсно є найважливішою для Америки країною, особливо з геополітичної точки зору…»

## Галерея

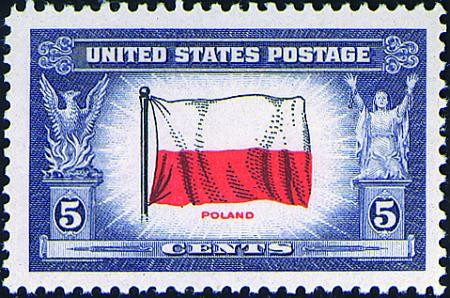
Poland was one of the countries overrun by Nazi Germany. The country was recognized by the United States, which issued the stamp in 1943 in Poland's honor.
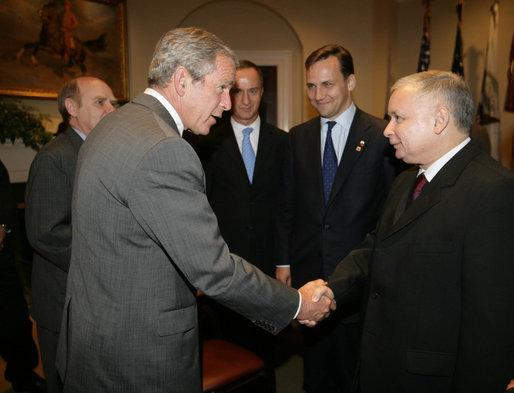
Polish Prime Minister Jarosław Kaczyński during conversation with US President George W. Bush in White House, 2006
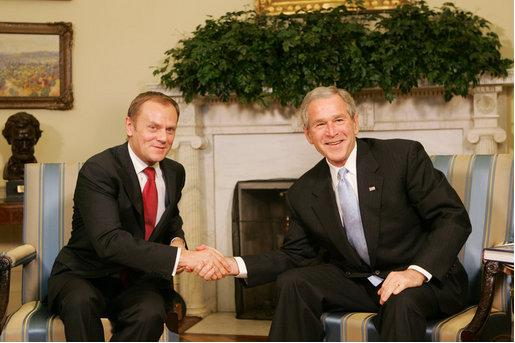
Prime Minister Donald Tusk meets with US President George W. Bush, February 2008
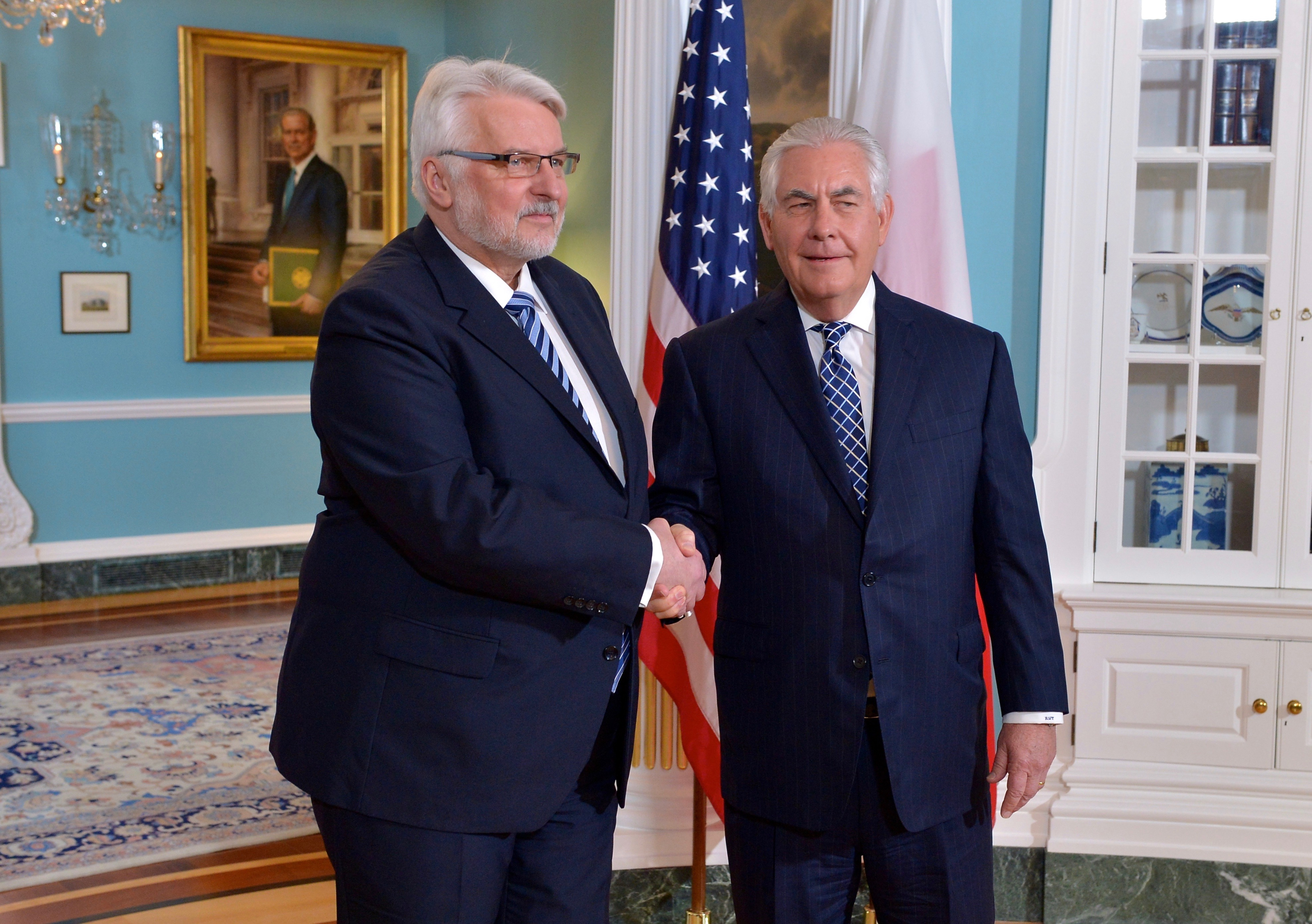
Polish Minister of Foreign Affairs Witold Waszczykowski and US Secretary of State Rex Tillerson, 2017
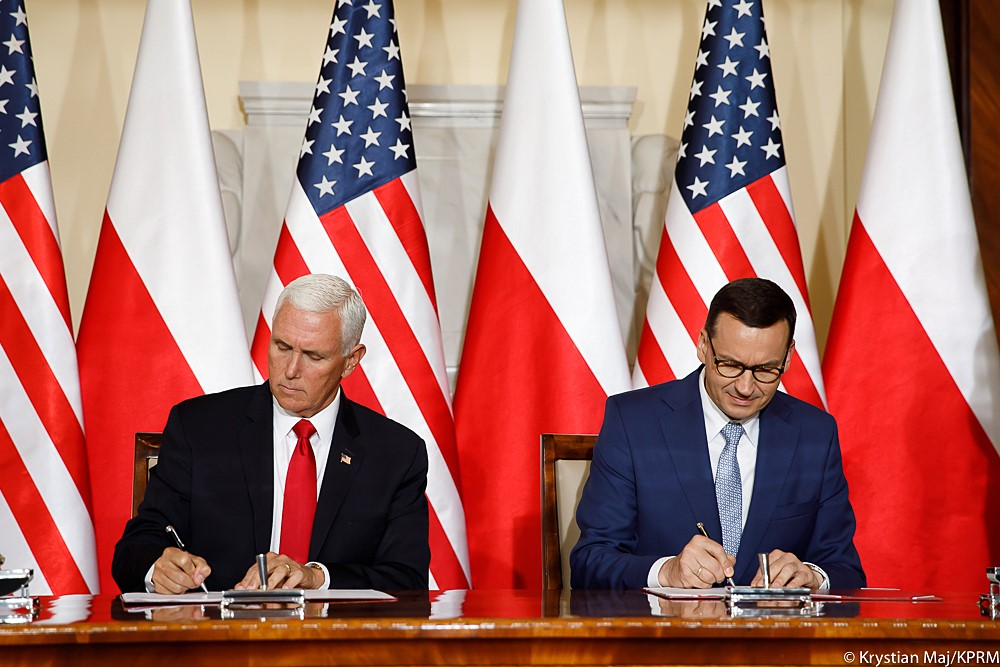
Vice President Mike Pence and Polish Prime Minister Mateusz Morawiecki signed joint declaration on 5G, 2019
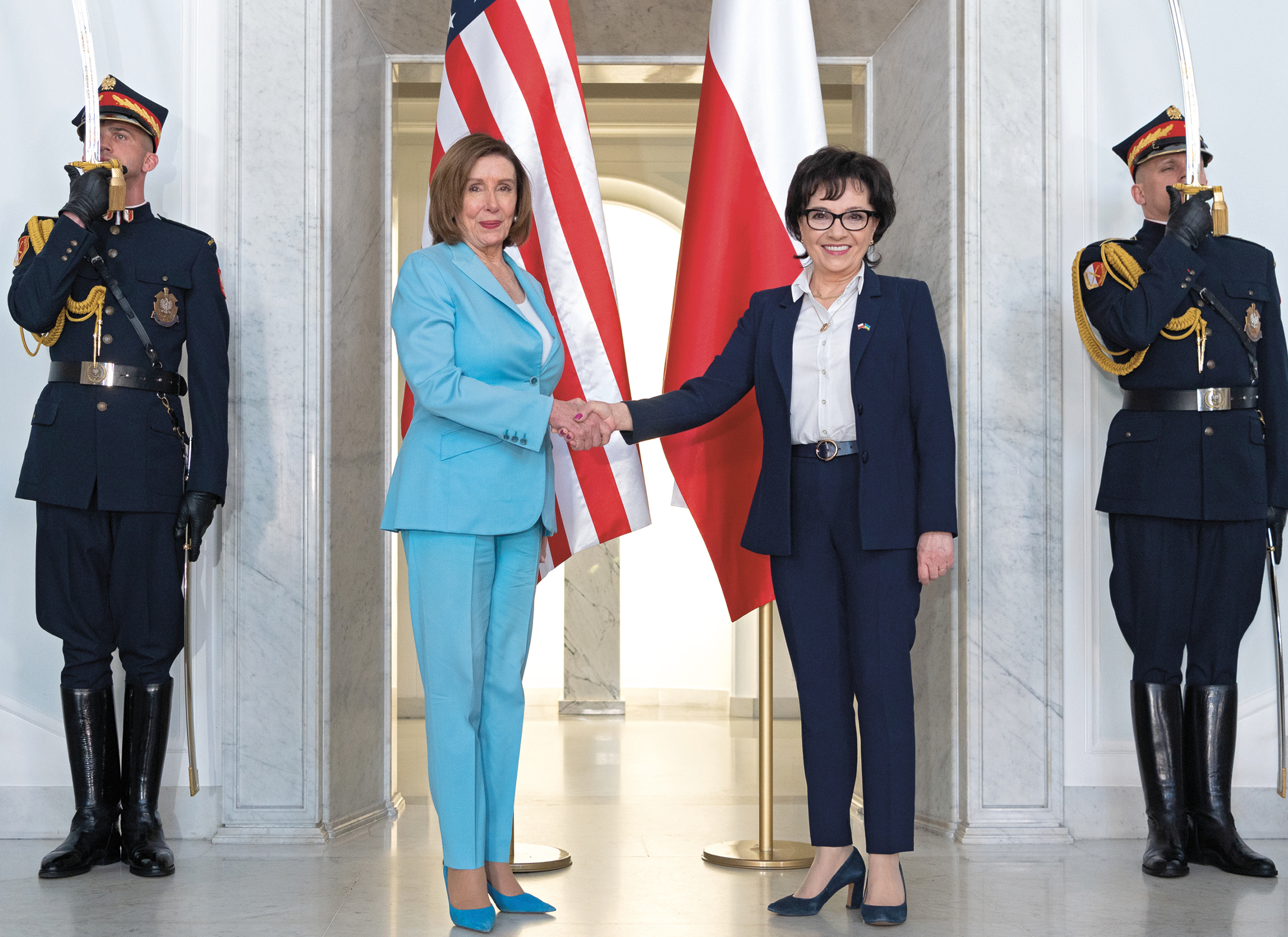
Marshal (Speaker) of Sejm Elżbieta Witek with House Speaker Nancy Pelosi, June 2022

## Дипломатичні місії

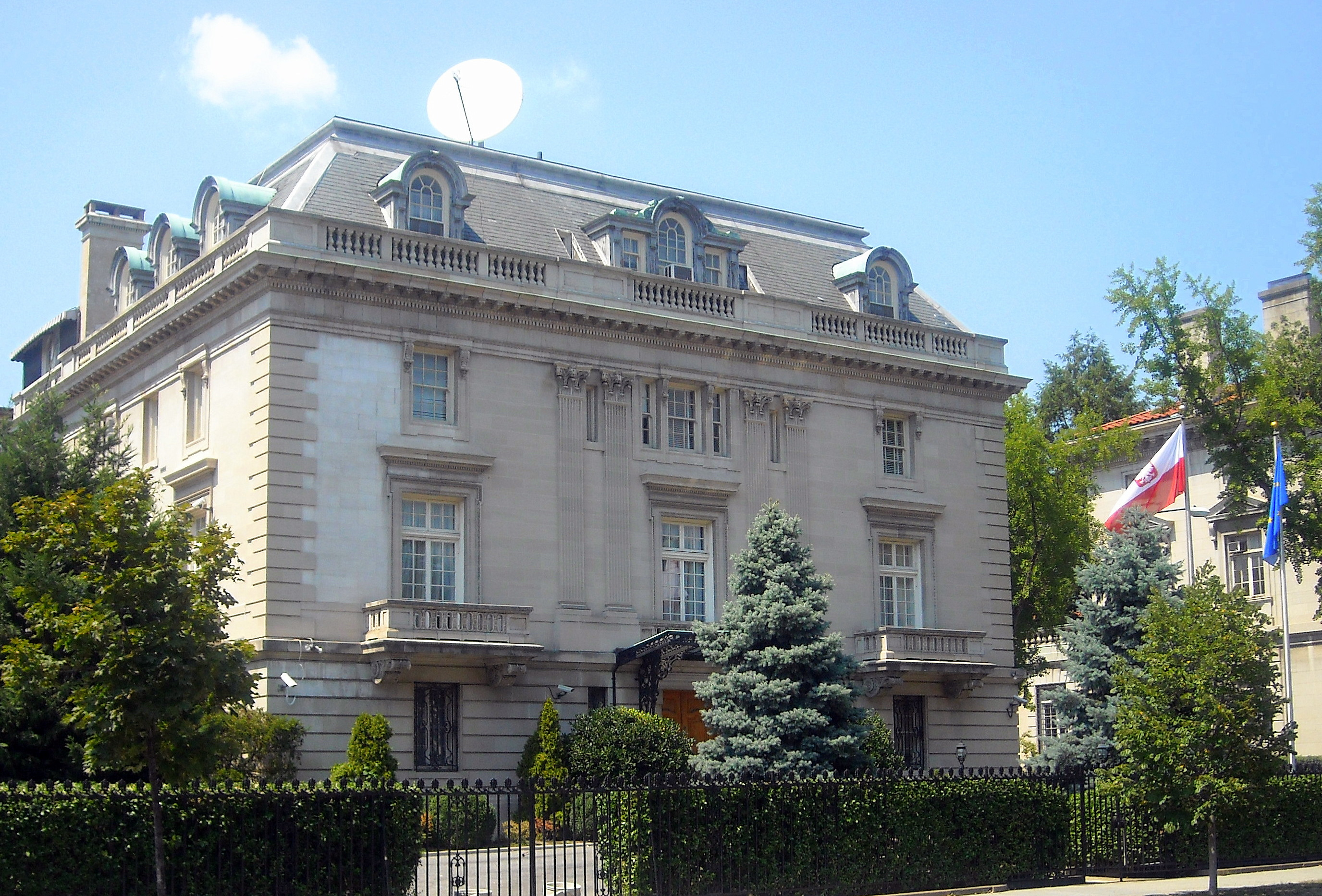
Embassy of Poland in Washington, D.C.
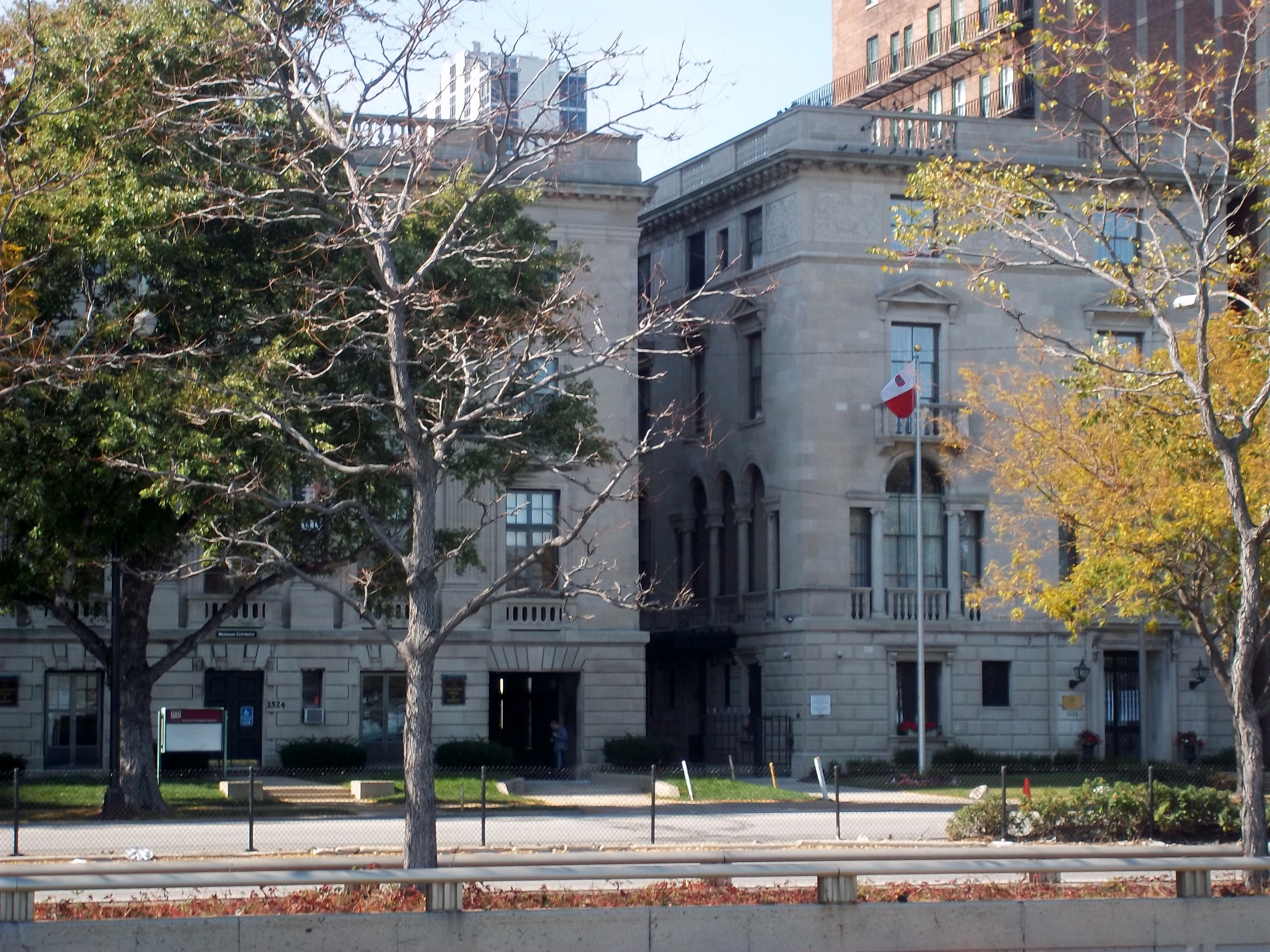
Consulate-General of Poland in Chicago
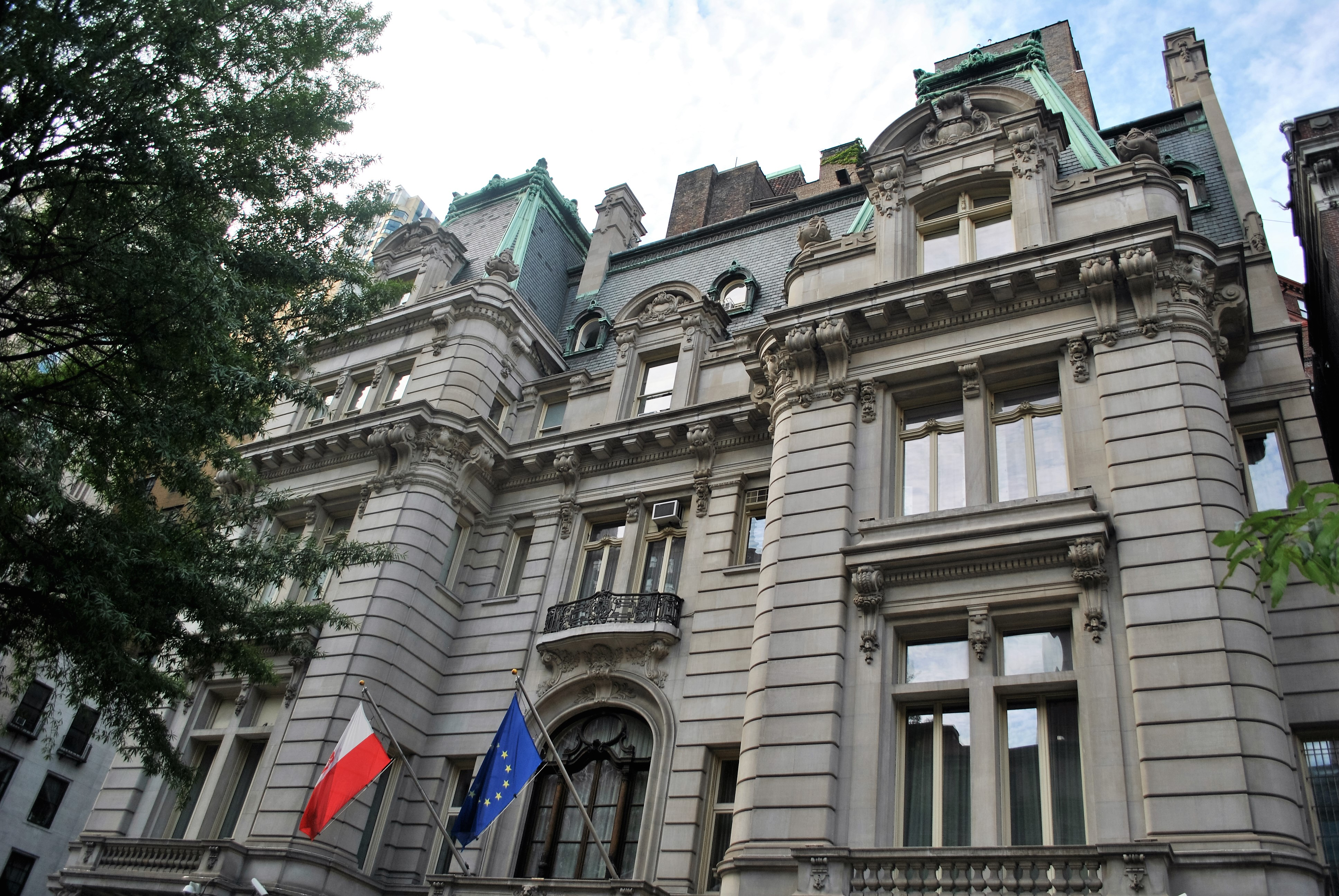
Consulate-General of Poland in New York City
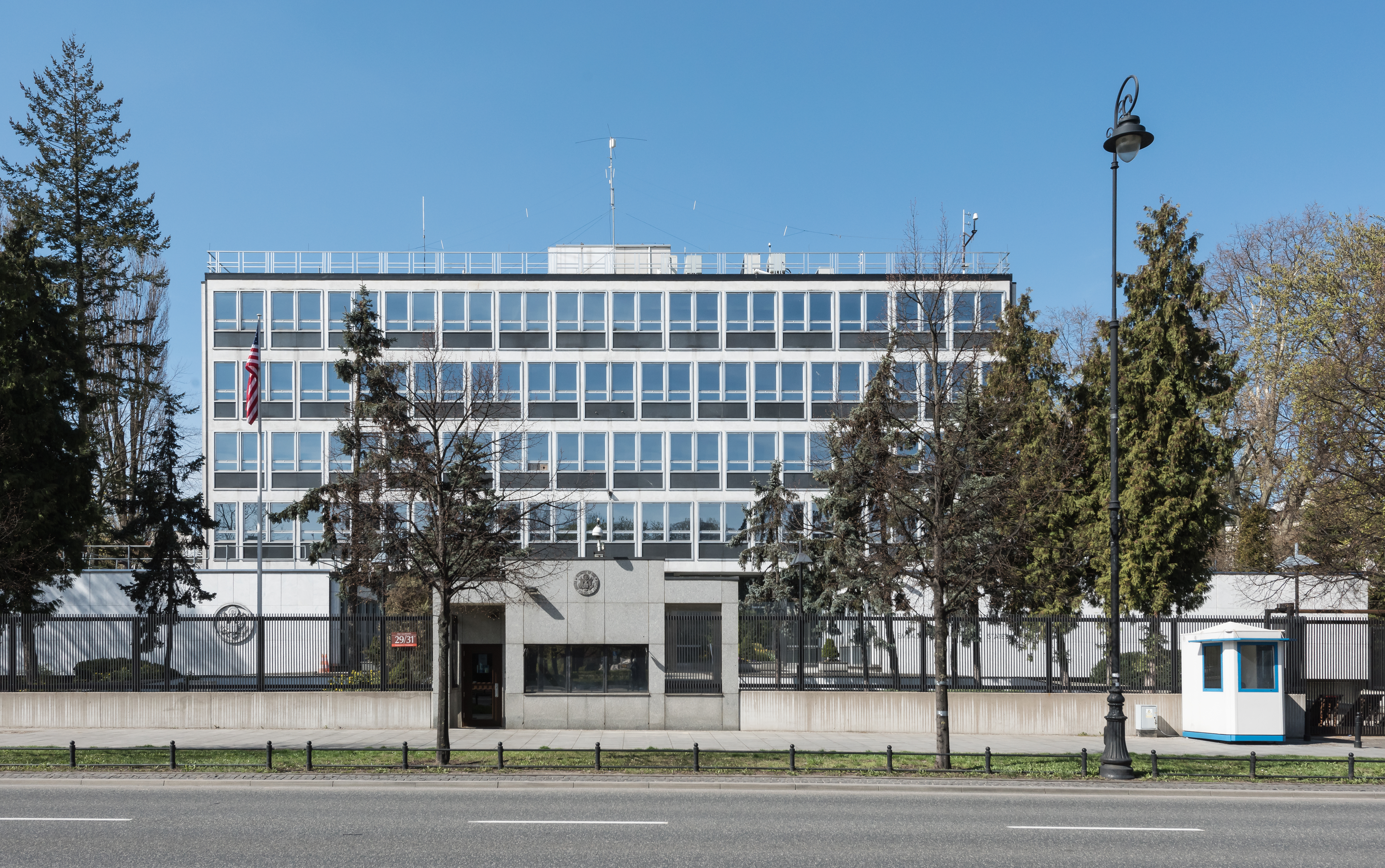
Embassy of the United States in Warsaw
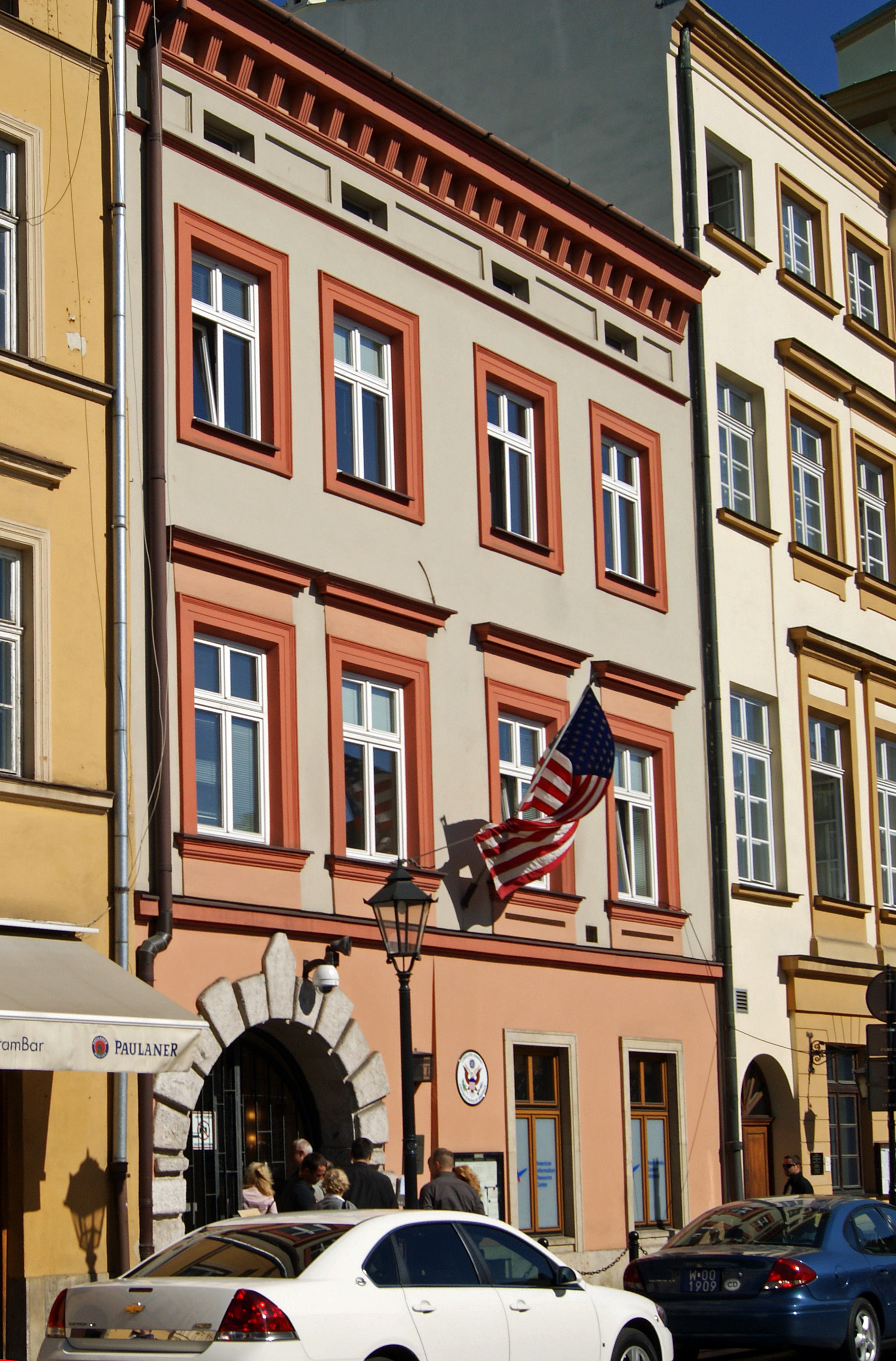
Consulate-General of the United States in Kraków
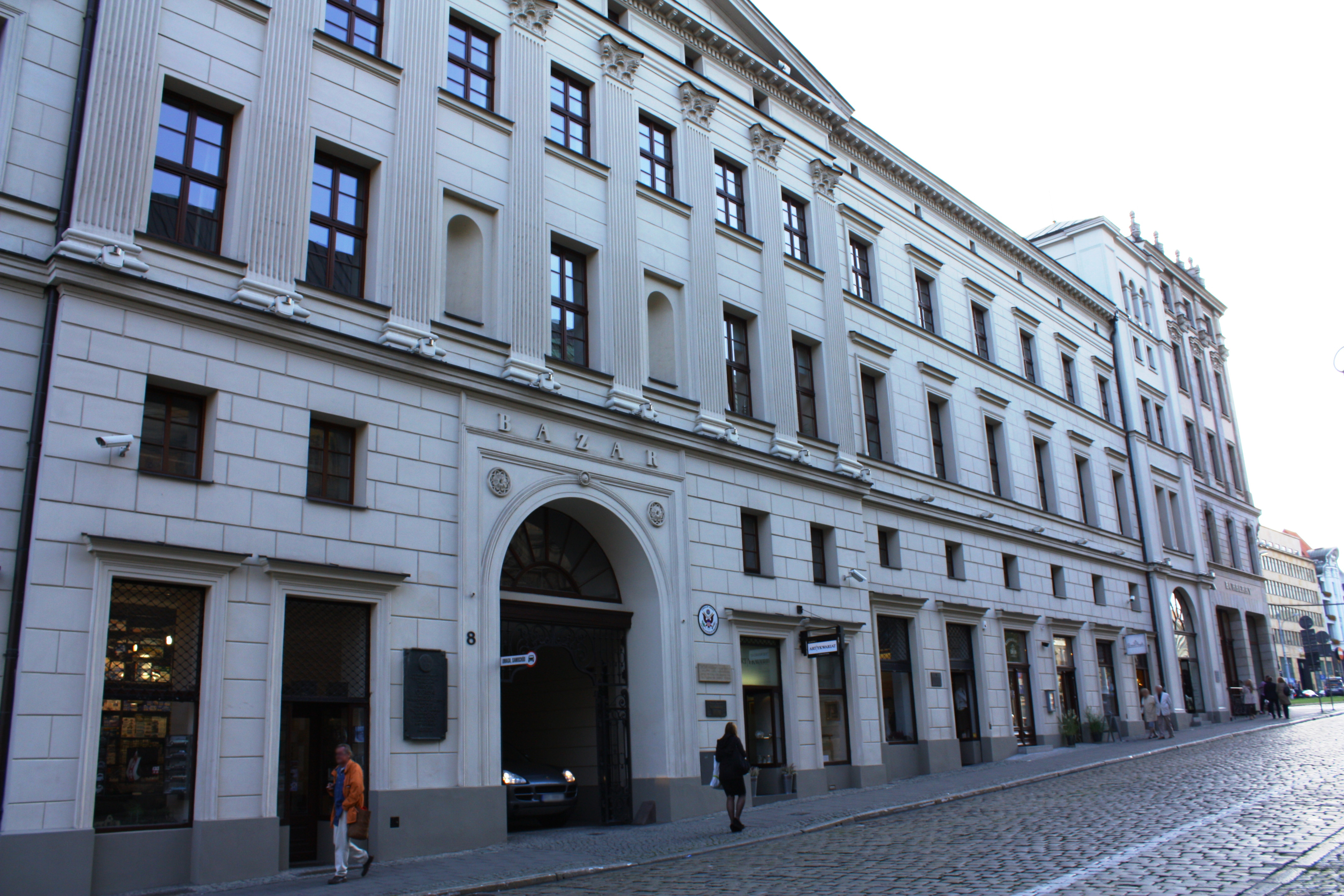
Consular Agency of the United States in Poznań